# مقیاس‌های بزرگی لرزه‌ای
مقیاس‌های بزرگی لرزه‌ای برای توصیف قدرت کلّی یا «اندازه» یک زمین‌لرزه به‌کار می‌روند. زمین‌لرزه حاصل آزاد شدن انرژی در محل گسیختگی‌های پوسته زمین است که خود را به‌صورت انواع مختلف امواج لرزه‌ای نشان می‌دهد. بزرگی زمین‌لرزه نشان‌دهنده انرژی لرزه‌ای آزادشده است و معمولاً از طریق اندازه‌گیری امواج لرزه‌ای ناشی از یک زمین‌لرزه و ثبت آن بر روی لرزه‌نگاشت و سپس اندازه‌گیری ویژگی‌های موج لرزه‌ای مانند زمان، جهت، دامنه، بسامد یا مدت آن‌ به‌دست می‌آید.
امروزه مقیاس‌های بزرگی لرزه‌ای متعددی برای اندازه‌گیری بزرگی زمین‌لرزه وجود دارد. این مقیاس‌ها بر اساس اینکه چه جنبه‌ای از امواج لرزه‌ای را اندازه‌گیری کنند و نیز چگونگی این اندازه‌گیری، با هم متفاوت هستند. مقیاس بزرگی ریشتر که در سال ۱۹۳۵ توسط چارلز فرانسیس ریشتر ابداع شد، نخستین مقیاس اندازه‌گیری بزرگی زمین‌لرزه به‌شمار می‌رود. به‌دلیل مشکلات و ایرادهای موجود در مقیاس ریشتر، سازمان زمین‌شناسی ایالات متحده آمریکا در سال ۱۹۷۰ مقیاس بزرگی گشتاوری (با نماد M یا MW) را معرفی کرد که در حال حاضر رایج‌ترین مقیاس برای بیان بزرگی زمین‌لرزه است. به‌دلیل دقت بسیار بیشتر مقیاس بزرگی گشتاوری نسبت به مقیاس ریشتر، امروزه بیشتر سازمان‌های مسئول در زمینه لرزه‌شناسی، زمین‌لرزه‌های با بزرگی بیشتر از ۴ را با مقیاس بزرگی گشتاوری گزارش می‌کنند؛ هرچند همچنان بسیاری از رسانه‌ها از آن با عنوان «بزرگی ریشتر» یاد می‌کنند.
علاوه بر مقیاس بزرگی گشتاوری، مقیاس‌های بزرگی لرزه‌ای دیگری نیز ارائه‌ شده که همه آن‌ها بر پایه مقیاس لگاریتمی ریشتر هستند. به‌دلیل وجود تفاوت بین زمین‌لرزه‌ها، اطلاعات موجود و اهدافی که مقیاس‌های بزرگی‌ برای آن‌ها استفاده می‌شود، وجود انواع مختلف مقیاس‌های اندازه‌گیری بزرگی لرزه‌ای ضروری است.
مقیاس‌های بزرگی لرزه‌ای با مقیاس‌های شدت لرزه‌ای که مقدار تخریب یا شدت لرزش زمین بر اثر یک زمین‌لرزه در یک مکان معین را طبقه‌بندی می‌کنند، متفاوت هستند. مقیاس‌های بزرگی لرزه‌ای، انرژی لرزه‌ای آزادشده را اندازه‌گیری می‌کنند؛ ولی مقیاس‌های شدت لرزه‌ای بر اساس اثرات مشاهده‌شده لرزش و میزان و شدت آسیب به انواع سازه‌ها یا عوارض طبیعی هستند. 

## بزرگی زمین‌لرزه و شدت لرزش زمین

نقشه هم‌لرز زمین‌لرزه ۱۹۶۸ ایلینوی. توزیع نامنظم لرزش ناشی از تغییرات زمین‌شناسی و/یا وضعیت زمین است.

پوسته زمین تحت تنش واردشده از سمت نیروهای زمین‌ساختی است. زمانی که این تنش به اندازه کافی بزرگ شود که پوسته دچار گسیختگی شود، یا برای غلبه بر اصطکاکی که مانع از لغزش بخشی از پوسته بر روی بخشی دیگر می‌شود، انرژی آزاد شده که بخشی از این انرژی به صورت انواع مختلف امواج لرزه‌ای است که باعث لرزش زمین یا زمین‌لرزه می‌شود.
بزرگی زمین‌لرزه برآوردی از «اندازه» یا قدرت نسبی یک زمین‌لرزه و بنابراین پتانسیل آن برای ایجاد لرزش زمین است. بزرگی زمین‌لرزه تقریباً مربوط به انرژی لرزه‌ای آزادشده است.
شدت زمین‌لرزه به قدرت یا نیروی لرزشی در یک مکان معین اشاره دارد و می‌تواند با اوج شتاب زمین مرتبط باشد. با یک نقشه هم‌لرز شدت‌های مشاهده‌شده (تصویر را ببینید)، می‌توان بزرگی یک زمین‌لرزه را هم از حداکثر شدت مشاهده‌شده (که معمولاً ولی نه همیشه در نزدیکی رومرکز زمین‌لرزه است) و هم از وسعت منطقه‌ای که زمین‌لرزه احساس شده، تخمین زد. شدت محلی لرزش زمین علاوه بر بزرگی زمین‌لرزه به عوامل مختلفی بستگی دارد که یکی از مهم‌ترین آنها شرایط خاک است. برای نمونه، لایه‌های ضخیم خاک سست و نرم (مانند خاک آکند یا پوش)، می‌تواند امواج لرزه‌ای را تقویت کند که این حالت اغلب در فاصله قابل توجهی از منبع لرزه‌ای روی می‌هد. لایه نرم خاک می‌تواند به‌طور قابل توجهی امواج لرزه‌ای را در بسامد ۸ هرتز تقویت کند؛ در حالی که امواج با بسامد بیش از ۸ هرتز، پس از عبور از خاک نرم، همراه با کاهش قابل توجه در دامنه موج، به سرعت ضعیف می‌شوند. برخلاف خاک‌های سست و نرم، حوضه‌های رسوبی، اغلب اوقات امواج لرزه‌ای را تشدید کرده و مدت زمان لرزش را افزایش می‌دهند. به همین دلیل، در زمین‌لرزه ۱۹۸۹ لوما پریتا، بخش مارینا در سان فرانسیسکو با وجود فاصله حدود ۱۰۰ کیلومتری از رومرکز زمین‌لرزه، یکی از مناطقی بود که بیشترین آسیب را دید. علاوه بر شرایط خاک، ساختارهای زمین‌شناسی نیز نقش مهمی در افزایش خسارت این منطقه داشتند، به‌طوری که وضعیت زمین‌شناسی محل عبور امواج لرزه‌ای از زیر انتهای جنوبی خلیج سان‌فرانسیسکو باعث بازتاب این امواج از پایه پوسته زمین به سمت سان فرانسیسکو و اوکلند شد. اثر بازتابی مشابهی باعث کانالیزه شدن امواج لرزه‌ای در بین دیگر گسل‌های مهم منطقه گردید.

## مقیاس‌های بزرگی

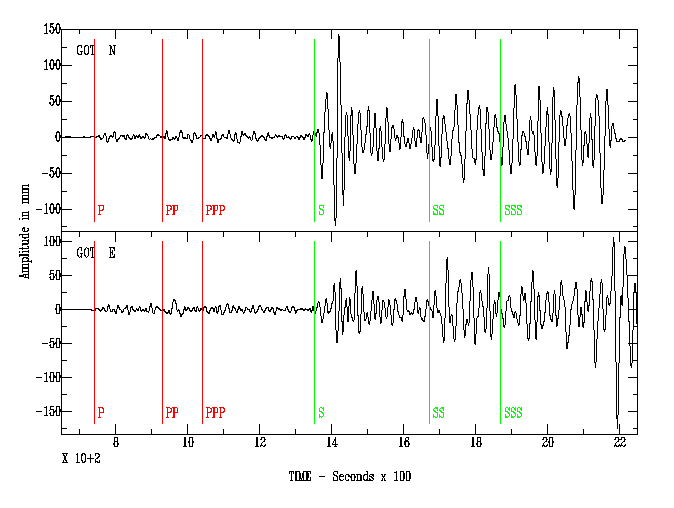
یک لرزه‌نگاشت معمول. امواج فشاری پی (به‌دنبال خط‌های قرمز) سریع‌ترین امواج لرزه‌ای هستند و معمولاً در زمین‌لرزه‌ای با فاصله ۵۰ کیلومتری در حدود ۱۰ ثانیه اول می‌رسند. امواج با لرزش جانبی اس (به‌دنبال خط‌های سبز) چند ثانیه بعد می‌رسند و سرعت آن‌ها کمی بیش از نیمی از سرعت امواج P است، تأخیر در رسیدن موج اس، نشان‌دهنده مستقیم فاصله ایستگاه تا محل زمین‌لرزه است. امواج S ممکن است یک ساعت طول بکشد تا به نقطه ۱۰۰۰ کیلومتری برسند. هر دوی این امواج، موج درونی هستند که مستقیماً از پوسته زمین عبور می‌کنند. امواج پس از موج اس، انواع مختلف موج سطحی شامل موج لاو و موج ریلی هستند که فقط در سطح زمین حرکت می‌کنند. امواج سطحی در زمین‌لرزه‌های عمیق که برهم‌کنش کمتری با سطح دارند، کوچک‌تر هستند. در زمین لرزه‌های کم‌عمق -با عمق کمتر از ۶۰ کیلومتر- امواج سطحی قوی‌تر هستند و ممکن است چند دقیقه طول بکشند. این امواج بیشتر انرژی زمین‌لرزه را جابه‌جا کرده و شدیدترین آسیب را وارد می‌کنند.

زمین‌لرزه، انرژی را به‌شکل انواع مختلف امواج لرزه‌ای بازتاب می‌دهد که ویژگی‌های آن نشان‌دهنده ماهیت گسیختگی و بخشی از پوسته زمین است که امواج از آن عبور می‌کنند. به‌طور کلی، تعیین بزرگی زمین‌لرزه شامل شناسایی انواع خاصی از این امواج بر روی لرزه‌نگاشت و سپس اندازه‌گیری یک یا چند ویژگی یک موج مانند زمان، جهت، دامنه، بسامد یا مدت آن است. تعدیل‌های دیگری نیز بر پایه فاصله، نوع پوسته و ویژگی‌های لرزه‌سنجی که لرزه‌نگاشت را ثبت کرده، انجام می‌شود.
مقیاس‌های متعدد بزرگی، نشان‌دهنده راه‌های مختلف استخراج بزرگی زمین‌لرزه از اطلاعات موجود است. همه مقیاس‌های بزرگی، مقیاس لگاریتمی ابداع‌شده توسط چارلز فرانسیس ریشتر را حفظ کرده و آن را طوری تعدیل می‌کنند که محدوده میانی مقیاس، تقریباً با مقیاس اصلی «ریشتر» همبستگی داشته باشد.
بیشتر مقیاس‌های بزرگی بر اساس اندازه‌گیری تنها بخشی از قطار موج لرزه‌ای زمین‌لرزه بوده و بنابراین ناقص هستند. این ویژگی در موارد خاصی به نام وضعیت اشباع، به‌صورت سیستماتیک منجر به برآورد کمتر بزرگی زمین‌لرزه نسبت به مقدار واقعی می‌شود. همه مقیاس‌های بزرگی، به جز مقیاس بزرگی گشتاوری، برای زمین‌لرزه‌های بزرگ اشباع می‌شوند، یعنی بر اساس دامنه امواجی هستند که طول موج آن‌ها کوتاه‌تر از طول گسیختگی زمین‌لرزه است.
از سال ۲۰۰۵، انجمن بین‌المللی لرزه‌شناسی و فیزیک درونی زمین (IASPEI)، روش‌ها و معادلات اندازه‌گیری مقیاس‌های اصلی بزرگی زمین‌لرزه را به صورت mB ، mb ، Ms ، ML  و  mblg استاندارد کرده‌است.

### مقیاس بزرگی «ریشتر»
مقیاس بزرگی ریشتر، نخستین مقیاس اندازه‌گیری بزرگی زمین‌لرزه است که در سال ۱۹۳۵ توسط چارلز فرانسیس ریشتر ابداع شد و عموماً به مقیاس «ریشتر» معروف است. این مقیاس، در واقع یک مقیاس بزرگی محلی بوده و با ML یا ML مشخص می‌شود. ریشتر دو ویژگی را ابداع کرد که اکنون در همه مقیاس‌های بزرگی مشترک است:
1. نخست این‌که مقیاس ریشتر، یک مقیاس لگاریتمی بوده به طوری که هر واحد افزایش مقیاس، نشان دهنده افزایش ده برابری در دامنه امواج لرزه‌ای است.[۱۸] اگر A نشان‌دهنده دامنه موج باشد، انرژی موج با A۱٫۵ متناسب است و بنابراین با افزایش هر واحد بزرگی زمین‌لرزه، انرژی (قدرت) لرزه‌ای زمین‌لرزه به میزان ۱۰۱٫۵ یعنی حدود ۳۲ برابر افزایش می‌یابد.[۱۹]
2. دوم این‌که ریشتر به دلخواه خود، نقطه صفر مقیاس را جایی در فاصله ۱۰۰ کیلومتری محل وقوع زمین‌لرزه تعریف کرد که باعث حداکثر جابجایی افقی ۰٫۰۰۱ میلی‌متری (۱ میکرومتر یا ۰٫۰۰۰۰۴ اینچ) می‌شود.[۲۰] مقیاس‌های بزرگی بعدی به گونه‌ای تنظیم شده‌اند که تقریباً معادل مقیاس اصلی «ریشتر» (محلی) در حدود بزرگی ۶ باشند.[۲۱]

همه مقیاس‌های «محلی» بزرگی زمین‌لرزه (ML) بر اساس حداکثر دامنه لرزش زمین و بدون تشخیص امواج لرزه‌ای مختلف هستند؛ بنابراین مقیاس‌های محلی، قدرت زمین‌لرزه‌های زیر را کمتر برآورد می‌کنند:
- زمین‌لرزه‌های دور (بیش از ۶۰۰ کیلومتر)، به‌دلیل تضعیف امواج اس
- زمین‌لرزه‌های عمیق، به‌دلیل کوچک‌تر بودن امواج سطحی
- زمین‌لرزه‌های قوی (بزرگی بیش از M ~۷)، به‌دلیل در نظر نگرفتن مدت زمان لرزش.[۲۲]

علاوه بر این نقاط ضعف، مقیاس اصلی «ریشتر» با توجه به وضعیت زمین‌شناسی جنوب کالیفرنیا و نوادا توسعه یافته‌است؛ بعدها مشخص شد که این مقیاس به‌دلیل تفاوت در پوسته قاره‌ای، برای زمین‌لرزه‌های بخش‌های مرکزی و شرقی آمریکای شمالی (همه مناطق شرقی کوه‌های راکی)، غیر دقیق است. وجود این مشکلات در مقیاس ریشتر، زمینه‌ساز ابداع و توسعه مقیاس‌های دیگر شد.
امروزه اکثر سازمان‌های لرزه‌نگاری مانند سازمان زمین‌شناسی ایالات متحده آمریکا (USGS)، از مقیاس بزرگی گشتاوری برای گزارش زمین‌لرزه‌های با بزرگی بیشتر از ۴ استفاده می‌کنند، اما بسیاری از رسانه‌ها همچنان به اشتباه از آن با عنوان «بزرگی ریشتر» یاد می‌کنند.

### دیگر مقیاس‌های بزرگی «محلی»
مقیاس «محلی» اصلی ریشتر برای سایر مناطق محلی نیز سازگار شده‌است و به‌صورت «ML» یا با حروف کوچک «l» به‌صورت Ml یا Ml نشان داده می‌شوند (با مقیاس موج سطحی MLH روسیه اشتباه نشود). اینکه آیا مقادیر قابل‌مقایسه هستند یا نه، بستگی به این دارد که شرایط محلی به اندازه کافی تعیین‌شده و فرمول به‌طور مناسب تنظیم‌شده باشد.

#### مقیاس بزرگی مرکز هواشناسی ژاپن
مرکز هواشناسی ژاپن (JMA)، برای زمین‌لرزه‌های کم‌عمق (عمق کمتر از ۶۰ کیلومتر) در فاصله ۶۰۰ کیلومتری از یک مقیاس بزرگی استفاده می‌کند که با نشان MJMA, MJMA یا MJ مشخص می‌شود. این مقیاس را نباید با مقیاس بزرگی گشتاوری محاسبه شده توسط JMA که با Mw(JMA) یا M(JMA) نشان داده می‌شود یا با مقیاس شدت لرزه‌ای مرکز هواشناسی ژاپن (مقیاس شیندو) اشتباه گرفت. مقیاس‌های بزرگی مرکز هواشناسی ژاپن، بر اساس حداکثر دامنه جنبش زمین (مانند مقیاس‌های محلی) هستند که عملکرد آن‌ها در زمین‌لرزه‌های با بازه بزرگی گشتاور لرزه‌ای ۴٫۵ تا ۷٫۵ Mw  «نسبتاً خوب» است، اما بزرگی‌های بالاتر از ۷٫۵ را کمتر برآورد می‌کنند.

### مقیاس‌های بزرگی موج حجمی
امواج درونی شامل دو موج P و S است که این امواج یا بازتاب آن‌ها سریع‌تر به لرزه‌نگار می‌رسند. امواج درونی مستقیماً از سنگ‌ها عبور می‌کنند.

#### مقیاس mB
مقیاس اصلی «بزرگی موج حجمی» که با mB یا mB («B» با حرف بزرگ) نشان داده می‌شود، توسط گوتنبرگ (۱۹۴۵) و گوتنبرگ-ریشتر (۱۹۵۶) برای غلبه بر محدودیت‌های ذاتی استفاده از امواج سطحی در محاسبات فاصله و بزرگی مقیاس ML ، توسعه داده شد. مقیاس mB بر اساس امواج P و S است که در مدت‌زمان طولانی‌تری اندازه‌گیری شده و تا حدود بزرگی M ۸ اشباع نمی‌شود. با این حال، این مقیاس به رویدادهای لرزه‌ای کوچک‌تر از حدود M ۵٫۵ حساس نیست. استفاده از تعریف اولیه مقیاس mB  تا حد زیادی کنار گذاشته شده و اکنون مقیاس استاندارد mBBB  جایگزین آن شده‌است.

#### مقیاس mb
مقیاسmb یا mb («m» و «b» با حروف کوچک) شبیه مقیاس mB  است، اما فقط از امواج P استفاده می‌کند که در چند ثانیه اول بر روی یک مدل خاص از لرزه‌نگار دوره کوتاه اندازه‌گیری شده‌است. این مقیاس در دهه ۱۹۶۰ با بنیان‌گذاری شبکه لرزه‌نگار استانداردشده جهانی (WWSSN) معرفی شد. دوره کوتاه، تشخیص رویدادهای کوچک‌تر را بهبود می‌بخشد و بین زمین‌لرزه‌های زمین‌ساختی و انفجارهای هسته‌ای زیرزمینی تمایز بهتری قائل می‌شود.
روش اندازه‌گیری مقیاس mb  چندین بار تغییر کرده‌است. این مقیاس طبق تعریف اولیه گوتنبرگ (۱۹۴۵)، بر اساس حداکثر دامنه امواج در ۱۰ ثانیه اول یا بیشتر بود. با این حال، طول دوره بر بزرگی به‌دست‌آمده تأثیر می‌گذارد. روش اولیه سازمان زمین‌شناسی ایالات متحده آمریکا و مرکز ملی اطلاعات زمین‌لرزه، اندازه‌گیری mb در ثانیه اول بود (فقط چند موج P اول)، اما از سال ۱۹۷۸ آن‌ها بیست ثانیه اول را اندازه می‌گیرند. روش مدرن بر اساس اندازه‌گیری دوره کوتاه مقیاس mb  در کمتر از سه ثانیه است، در حالی که مقیاس پهن‌باند mBBB  در دوره‌های حداکثر ۳۰ ثانیه‌ای اندازه‌گیری می‌شود.

#### مقیاسmbLg

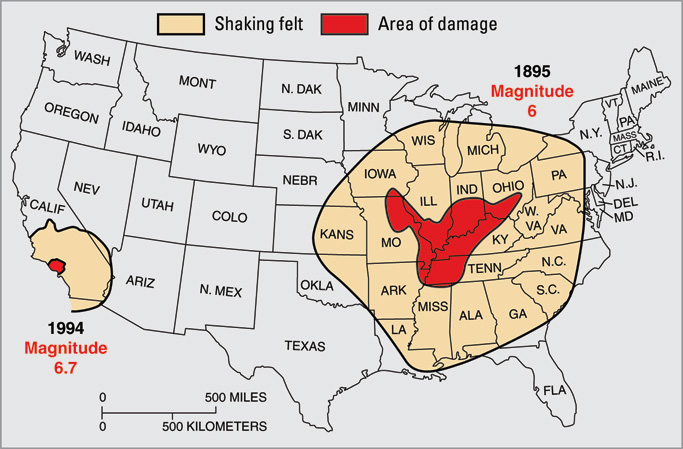
تفاوت در پوسته آمریکای شمالی در شرق کوه‌های راکی، این منطقه را نسبت به زمین‌لرزه حساس‌تر می‌کند. این شکل نشان می‌دهد که زمین‌لرزه‌های ۱۸۹۵ نیو مادرید با بزرگی ~۶ M، در بیشتر مناطق مرکزی ایالات متحده احساس شد. در حالی‌که زمین‌لرزه ۱۹۹۴ نورت‌ریج با بزرگی حدود ده برابر بیشتر (M ۶٫۷)، تنها در جنوب کالیفرنیا احساس شد.

مقیاس منطقه‌ای mbLg که با mb_Lg یا mbLg و MLg (سازمان زمین‌شناسی ایالات متحده)، Mn و mN نیز نشان داده می‌شود، توسط نوتلی (۱۹۷۳)  توسعه داده شد: همه بخش‌های آمریکای شمالی در شرق کوه‌های راکی. مقیاس ریشتر در جنوب کالیفرنیا توسعه یافته بود، جایی که بر روی بلوک‌هایی از پوسته اقیانوسی (معمولاً بازالت یا سنگ‌های رسوبی) قرار دارد. این در حالی بود که آمریکای شمالی در شرق کوه‌های راکی نوعی کراتون است؛ یعنی توده‌ای ضخیم و تا حد زیادی پایدار از پوسته قاره‌ای با جنس عمدتاً گرانیت که سنگی سخت‌تر با ویژگی‌های لرزه‌ای متفاوت نسبت به بازالت است. در این منطقه، مقیاس اصلی ریشتر نتایجی غیرعادی برای زمین‌لرزه‌هایی می‌دهد که با معیارهای دیگر، معادل زمین‌لرزه‌های کالیفرنیا به نظر می‌رسند.
نوتلی این مشکل را با اندازه‌گیری دامنه کوتاه‌مدت (~۱ ثانیه)، حل کرد. امواج Lg شکل پیچیده موج لاو هستند و اگرچه یک موج سطحی به‌شمار می‌روند، ولی به نظر نوتلی، نتیجه به‌دست‌آمده، در مقایسه با مقیاس Ms ، به مقیاس mb  بیشتر مرتبط است. امواج Lg به سرعت در هر مسیر اقیانوسی ضعیف می‌شوند، اما به خوبی از طریق پوسته قاره‌ای گرانیتی انتشار می‌یابند. مقیاس MbLg اغلب در مناطقی با پوسته قاره‌ای پایدار استفاده می‌شود و به‌ویژه برای شناسایی انفجارهای هسته‌ای زیرزمینی مفید است.

### مقیاس‌های بزرگی موج سطحی
امواج سطحی در امتداد سطح زمین منتشر شده و عمدتاً از نوع امواج ریلی یا امواج لاو هستند. در زمین‌لرزه‌های سطحی و کم‌عمق، امواج سطحی بیشتر انرژی زمین‌لرزه را حمل می‌کنند و مخرب‌ترین امواج لرزه‌ای به‌شمار می‌روند. زمین‌لرزه‌های عمیق‌تر، به‌دلیل داشتن برهم‌کنش کمتر با سطح، امواج سطحی ضعیف‌تری تولید می‌کنند.
مقیاس بزرگی موج سطحی که با Ms و MS یا Ms نشان داده می‌شود، بر اساس روشی است که توسط بنو گوتنبرگ در سال ۱۹۴۲ توسعه داده شده‌است و هدف آن اندازه‌گیری زمین‌لرزه‌های کم‌عمق قوی‌تر یا دورتری است که مقیاس اصلی ریشتر قادر به محاسبه درست آن نبود. قابل توجه است که این مقیاس دامنه امواج سطحی (که عموماً بزرگ‌ترین دامنه‌ها را تولید می‌کنند) را برای یک دوره زمانی حدود ۲۰ ثانیه‌ای اندازه‌گیری می‌کند. مقیاس Ms  تقریباً در بزرگی ۶~ با مقیاس ML  مطابقت دارد، سپس به اندازه ۰/۵ یک واحد بزرگی با آن واگرایی پیدا می‌کند. در بازبینی این مقیاس توسط ناتلی (۱۹۸۳)، که گاهی MSn نیز نامیده می‌شود، فقط امواج ثانیه اول اندازه‌گیری می‌شود.
در سال ۱۹۶۲ تغییراتی در مقیاس بزرگی موج سطحی پیشنهاد و توسط انجمن بین‌المللی لرزه‌شناسی و فیزیک درونی زمین (IASPEI) در سال ۱۹۶۷ توصیه شد. این تغییرات که «فرمول مسکو-پراگ» نام گرفت، اساس مقیاس استاندارد شده Ms20 است (Ms_20, Ms(20)). نوعی مقیاس «پهن‌باند» (Ms_BB, Ms(BB)) بزرگ‌ترین دامنه سرعت در قطار موج ریلی را برای دوره‌های زمانی تا ۶۰ ثانیه اندازه‌گیری می‌کند. مقیاس MS7 که در چین استفاده می‌شود، نوعی مقیاس Ms به شمار می‌رود که برای استفاده در لرزه‌نگار بلندمدت «نوع ۷۶۳» ساخت چین کالیبره شده‌است.
همچنین مقیاس MLH که در برخی از مناطق روسیه به‌کار می‌رود در واقع یک مقیاس بزرگی موج سطحی است.

### مقیاس‌های بزرگی گشتاوری و بزرگی انرژی
دیگر مقیاس‌های بزرگی لرزه‌ای، عموماً از نظر اندازه‌گیری بزرگی، عمق کانونی و فاصله محدودیت داشته و بر اساس جنبه‌هایی از امواج لرزه ای هستند که فقط به‌طور غیرمستقیم و ناقص نیروی زمین‌لرزه را منعکس می‌کنند و همچنین عوامل دیگری را شامل می‌شوند. مقیاس بزرگی گشتاوری – Mw یا Mw – که توسط کاناموری (۱۹۷۷) و هنکس و کاناموری (۱۹۷۹) توسعه داده شد، بر اساس اندازه‌گیری گشتاور لرزه‌ای زمین‌لرزه است. M0، اندازه‌گیری میزان کار انجام‌شده توسط یک زمین‌لرزه در لغزش یک تکه‌سنگ در کنار یک تکه‌سنگ دیگر است. گشتاور لرزه‌ای با نیوتن-متر (Nm یا N·m) در دستگاه بین‌المللی یکاها (SI) یا یکای دین (dyn) در دستگاه واحدهای سانتیمتر–گرم–ثانیه (CGS) اندازه‌گیری می‌شود. در ساده‌ترین حالت، گشتاور را می‌توان تنها با دانستن مقدار لغزش، مساحت سطح گسیختگی یا لغزیده و عامل مقاومت یا اصطکاک روی‌داده، محاسبه کرد. این عوامل را می‌توان برای یک گسل موجود، جهت تعیین بزرگی زمین‌لرزه‌های گذشته یا آنچه که احتمال وقوع آن در آینده پیش‌بینی می‌شود، تخمین زد.
گشتاور لرزه‌ای یک زمین‌لرزه را می‌توان به روش‌های مختلف تخمین زد که هر روش، پایه و اساس مقیاس‌های Mwb ،Mwr ،Mwc ،Mww ،Mwp ،Mi و Mwpd به‌شمار می‌روند. همه این مقیاس‌ها، زیرمجموعه مقیاس بزرگی گشتاوری (Mw) هستند.
گشتاور لرزه‌ای، عینی‌ترین معیار برای اندازه‌گیری «اندازه» زمین‌لرزه بر اساس انرژی کل، به‌شمار می‌رود. با این حال، این مقیاس بر اساس یک مدل ساده از گسیختگی و برخی مفروضات ساده‌کننده تنظیم شده و این واقعیت را در نظر نمی‌گیرد که نسبت انرژی آزادشده به عنوان امواج لرزه‌ای در بین زمین‌لرزه‌ها متفاوت است.
بسیاری از مقادیر انرژی کل زمین‌لرزه که با مقیاس Mw  اندازه‌گیری می‌شود، به صورت اصطکاک و در نتیجه گرم‌شدن پوسته، از بین می‌رود. پتانسیل یک زمین‌لرزه در ایجاد لرزش نیرومند زمین، به کسر نسبتاً کوچکی از انرژی آزادشده به عنوان امواج لرزه‎ای، بستگی دارد و بهتر است با مقیاس «بزرگی انرژی» (Me) اندازه‌گیری شود. نسبت کل انرژی آزادشده به عنوان امواج لرزه‌ای بسته به سازوکار کانونی و محیط زمین‌ساختی بسیار متفاوت است؛ به‌همین دلیل، اعداد به‌دست‌آمده از مقیاس‌های Me  و Mw  برای زمین‌لرزه‌های بسیار مشابه می‌تواند تا ۱٫۴ واحد بزرگی متفاوت باشد.
با وجود مفید بودن مقیاس Me ، به‌دلیل وجود مشکلات در برآورد انرژی لرزه‌ای آزادشده، به‌طور کلی از آن استفاده نمی‌شود.
خسارت دو زمین‌لرزه با هم بسیار متفاوت است
در سال ۱۹۹۷ دو زمین‌لرزه بزرگ در سواحل شیلی رخ داد. بزرگی زمین‌لرزه نخست، در ماه ژوئیه، Mw ۶٫۹ برآورد شد، اما این زمین‌لرزه به‌سختی و فقط در سه مکان احساس شد. در ماه اکتبر یک زمین‌لرزه با بزرگی Mw ۷٫۱ تقریباً در همان مکان اما دو برابر عمیق‌تر و با گسلی متفاوت روی داد. این زمین‌لرزه در یک منطقه وسیع احساس شد، بیش از ۳۰۰ نفر مجروح شدند و بیش از ۱۰۰۰۰ خانه ویران شد یا آسیب جدی دید. همان‌طور که در جدول زیر مشاهده می‌شود، این نابرابری در آسیب واردشده در مقیاس بزرگی گشتاوری (Mw ) یا بزرگی موج سطحی (Ms ) منعکس نمی‌شود. فقط زمانی که بزرگی زمین‌لرزه بر اساس موج حجمی (Ms ) یا انرژی لرزه‌ای (Me ) اندازه‌گیری شود، تفاوت در اعداد بزرگی با تفاوت در آسیب واردشده قابل مقایسه است.
| زمان          | # شناسه ISC | عرض جغرافیایی | طول جغرافیایی | عمق        | خسارت         | Ms  | Mw  | mb  | Me  | نوع گسل           |
| ------------- | ----------- | ------------- | ------------- | ---------- | ------------- | --- | --- | --- | --- | ----------------- |
| ۶ ژوئیه ۱۹۹۷  | ۱۰۳۵۶۳۳     | ۳۰٫۰۶ جنوبی   | ۷۱٫۸۷ غربی    | ۲۳ کیلومتر | به‌سختی حس شد. | ۶٫۵ | ۶٫۹ | ۵٫۸ | ۶٫۱ | بین‌صفحه‌ای-رورانده |
| ۱۵ اکتبر ۱۹۹۷ | ۱۰۴۷۴۳۴     | ۳۰٫۹۳ جنوبی   | ۷۱٫۲۲ غربی    | ۵۸ کیلومتر | خسارت گسترده  | ۶٫۸ | ۷٫۱ | ۶٫۸ | ۷٫۵ | درون‌صفحه‌ای-عادی   |
| تفاوت:        |             |               |               |            |               | ۰٫۳ | ۰٫۲ | ۱٫۰ | ۱٫۴ |                   |

بازآرایی و اقتباس از جدول ۱ در (Choy، Boatwright و Kirby 2001، ص. ۱۳). همچنین در (IS 3-6 2012، ص. ۷).

### مقیاس رده انرژی (K-class)
مقیاس K (برگرفته از واژه روسی класс، «کلاس» به معنای یک دسته یا رده)، اندازه‌گیری بزرگی زمین‌لرزه با روش رده انرژی (K-class) است که در سال ۱۹۵۵ توسط لرزه‌شناسان اتحاد جماهیر شوروی در مناطق دوردست تاجیکستان در آسیای میانه توسعه یافت. این مقیاس در شکل اصلاح‌شده هنوز هم برای زمین‌لرزه‌های محلی و منطقه‌ای در بسیاری از کشوهایی که قبلاً با اتحاد جماهیر شوروی همسو بودند، (از جمله کوبا) استفاده می‌شود. بر اساس انرژی لرزه‌ای (K = log ES، در یکای ژول)، دشواری در اجرای آن با استفاده از فناوری آن زمان، منجر به بازبینی مقیاس در سال‌های ۱۹۵۸ و ۱۹۶۰ شد. انطباق مقیاس K با شرایط محلی، منجر به پدیدآمدن زیرمقیاس‌های مختلف منطقه‌ای مانند KF و KS شده‌است.
مقادیر K مانند اعداد مقیاس بزرگی ریشتر، لگاریتمی است، اما از نظر مقیاس‌بندی و نقطه صفر با مقیاس ریشتر متفاوت است. مقادیر محدوده ۱۲ تا ۱۵ در مقیاس K، تقریباً با ۴٫۵ تا ۶ M مطابقت دارد. مقیاس‌های M(K)' یا M(K) که ممکن است به‌صورت MK نیز نشان داده شود، نشان‌دهنده بزرگی M است که از رده انرژی K محاسبه شده‌است.

### مقیاس بزرگی سونامی
زمین لرزه‌هایی که سونامی ایجاد می‌کنند عموماً به آرامی گسیختگی پدید ‌‌می‌آورند. در این وضعیت، انرژی بیشتری در دوره‌های طولانی‌تر (بسامدهای پایین‌تر) نسبت به حالت معمول اندازه‌گیری بزرگی، آزاد می‌شود. هر گونه انحراف در توزیع طیفی می‌تواند منجر به سونامی بزرگ‌تر یا کوچک‌تر از حد انتظار برای یک بزرگی اسمی شود. مقیاس بزرگی سونامی، Mt، بر اساس همبستگی ارائه‌شده توسط کاتسویوکی آبه بین گشتاور لرزه‌ای زمین‌لرزه (M0) با دامنه امواج سونامی است که توسط دستگاه‌های سنجش جزر و مد اندازه‌گیری می‌شود. مقیاس بزرگی سونامی در اصل برای تخمین بزرگی زمین‌لرزه‌های تاریخی در نظر گرفته شده بود؛ زیرا در جایی که داده‌های لرزه‌ای موجود نیست اما داده‌های جزر و مدی وجود دارد، می‌توان با معکوس‌کردن همبستگی، ارتفاع جزر و مد را از روی بزرگی زمین‌لرزه پیش‌بینی کرد. این موضوع نباید با ارتفاع موج جزر و مد اشتباه گرفته شود، که یک اثر شدتی است و توسط توپوگرافی محلی کنترل می‌شود. تحت شرایط کم‌نوسان، پیش‌بینی می‌شود امواج سونامی با اندازه ۵ سانتی‌متری، با زمین‌لرزه‌ای به بزرگی M~۶٫۵ مرتبط باشد.
مقیاس دیگری که برای هشدارهای سونامی اهمیت ویژه ای دارد، مقیاس بزرگی گوشته (Mm) است. این مقیاس بر اساس امواج ریلی است که به گوشته زمین نفوذ کرده و به‌سرعت و بدون اطلاع کامل از پارامترهای دیگر مانند عمق زمین‌لرزه قابل تشخیص هستند.

### مقیاس‌های بزرگی مدت
Md نشان‌دهنده مقیاس‌های مختلفی است که بزرگی را از روی «مدت‌زمان» یا طول بخشی از قطار موج لرزه‌ای تخمین می‌زند. این ویژگی، به‌ویژه برای اندازه‌گیری زمین‌لرزه‌های محلی یا منطقه‌ای مفید است. در زمین‌لرزه‌های محلی یا منطقه‌ای، هم زمین‌لرزه‌های قوی رخ می‌دهد که ممکن است لرزه‌سنج را از مقیاس خارج کند (مشکلی در ابزارهای آنالوگ که قبلاً استفاده می‌شد) و از اندازه‌گیری حداکثر دامنه موج جلوگیری کند و هم زمین‌لرزه‌های ضعیف که حداکثر دامنه آن به‌طور دقیق اندازه‌گیری نشده‌است. حتی برای زمین‌لرزه‌های دور از ایستگاه لرزه‌نگاری، اندازه‌گیری مدت زمان لرزش (و همچنین دامنه موج)، نسبت به اندازه‌گیری انرژی کل زمین‌لرزه بهتر است. اندازه‌گیری مدت زمان زمین‌لرزه در برخی از مقیاس‌های مدرن مانند Mwpd  و mBc  گنجانده شده‌است.
مقیاس‌های Mc معمولاً مدت یا دامنه بخشی از موج لرزه ای به‌نام coda را اندازه‌گیری می‌کنند. برای مسافت‌های کوتاه (کمتر از ۱۰۰ کیلومتر)، این پارامترها می‌توانند پیش از مشخص‌شدن مکان دقیق زمین‌لرزه، تخمین سریعی از بزرگی آن ارائه کنند.

### مقیاس‌های بزرگی میدانی
مقیاس‌های بزرگی زمین‌لرزه به‌طور کلی بر اساس اندازه‌گیری ابزاری برخی از ویژگی‌های موج لرزه‌ای است که در لرزه‌نگاشت ثبت می‌شود. در جایی که چنین سوابقی وجود ندارد، بزرگی زمین‌لرزه را می‌توان از گزارش میدانی رویدادهای لرزه‌ای مانند رویدادهای توصیف‌شده توسط مقیاس‌های شدت زمین‌لرزه تخمین زد.
یک رویکرد برای انجام این کار (توسعه‌داده‌شده توسط بنو گوتنبرگ و چارلز فرانسیس ریشتر در سال ۱۹۴۲)، با I0 (I با حرف بزرگ و زیرنویس صفر) نشان داده می‌شود و حداکثر شدت مشاهده‌شده را با بزرگی زمین‌لرزه مرتبط می‌کند (احتمالاً فراتر از رومرکز زمین‌لرزه). بهتر است که بزرگی‌های محاسبه‌شده با این روش، با Mw(I0) نشان داده شوند، اما گاهی و به‌صورت عمومی‌تر با برچسب Mms نشان داده می‌شوند.
رویکرد دیگر تهیه نقشه هم‌لرز است که نشان‌دهنده منطقه‌ای است که در آن سطح معینی از شدت لرزه‌ای احساس می‌شود. اندازه «منطقه حس‌شدن» نیز می‌تواند با بزرگی مرتبط باشد (بر اساس کار فرانکل ۱۹۹۴ و جانستون ۱۹۹۶). در حالی که توصیه‌شده بزرگی‌های به‌دست‌آمده از این روش با برچسب M0(An) نشان داده شوند، ولی استفاده از Mfa رایج‌تر است. مقیاس MLa که با وضعیت زمین‌شناسی کالیفرنیا و هاوایی سازگار شده است، بزرگی محلی (ML) را از اندازه منطقه تحت تأثیر یک شدت لرزه‌ای معین به‌دست می‌آورد. مقیاس MI («I» با حرف بزرگ که از حرف کوچک در Mi متمایز می‌شود) برای آن‌دسته از بزرگی‌های گشتاوری استفاده می‌شود که از شدت‌های هم‌لرزه‌ای برآورد شده‌اند و محاسبات آن توسط جانستون (۱۹۹۶) انجام شده‌ است.
جنبش نیرومند زمین (PGV) و اوج شتاب زمین (PGA) اندازه‌گیری نیرویی است که باعث لرزش مخرب زمین می‌شود. در ژاپن، شبکه‌ای از شتاب‌سنج‌ها حرکت قوی داده‌های PGA را تهیه می‌کنند که بررسی همبستگی یک مکان خاص با زمین‌لرزه‌های با بزرگی متفاوت را امکان‌پذیر می‌سازد. معکوس این همبستگی را می‌توان برای تخمین لرزش بر اثر زمین‌لرزه‌ای با بزرگی معین در فاصله‌ای معین در آن مکان به‌کار برد. با استفاده از این نقشه می‌توان در عرض چند دقیقه پس از یک زمین‌لرزه واقعی، نقشه نشان‌دهنده مناطق آسیب احتمالی را تهیه کرد.

### دیگر مقیاس‌های بزرگی
چندین مقیاس بزرگی زمین‌لرزه توسعه داده یا پیشنهاد شده‌اند که برخی از آن‌ها هرگز مقبولیت گسترده‌ای پیدا نکردند و تنها به‌صورت ارجاعات مبهم در فهرست زمین‌لرزه‌ها باقی ماندند. مقیاس‌های دیگری نیز بدون یک نام مشخص به‌کار رفته‌اند و اغلب توسط نویسندگانی که در روش خود تجدیدنظر کرده‌اند، به شکل «روش اسمیت (۱۹۶۵)» (یا مشابه آن) ارجاع داده شده‌اند. علاوه بر این، شبکه‌های لرزه‌نگاری نیز بر اساس نحوه اندازه‌گیری لرزه‌نگاری‌ها متفاوت هستند. هنگامی که جزئیات چگونگی تعیین بزرگی زمین‌لرزه مشخص نیست، فهرست زمین‌لرزه‌ها، مقیاس را با عنوان ناشناخته و با برچسب‌هایی مانند Unk ،Ukn یا UK مشخص می‌کنند. در این موارد، بزرگی زمین‌لرزه به‌صورت عمومی و تقریبی در نظر گرفته می‌شود. برچسب Mh (بزرگی تعیین‌شده به روش دستی)، در جایی‌که بزرگی زمین‌لرزه بسیار کوچک اند یا داده‌ها قابل اتکا نیستند (معمولاً به‌دلیل تجهیزات آنالوگ)، برای تعیین بزرگی محلی یا لرزش‌های متعدد یا پیچیدگی داده‌ها، به‌کار می‌رود. شبکه لرزه‌ای جنوب کالیفرنیا این نوع بزرگی را در جایی به‌کار می‌برد که داده‌ها معیارهای کیفی مناسب را ندارند.
یک مورد خاص، کاتالوگ لرزه‌خیزی زمین گوتنبرگ و ریشتر (۱۹۵۴) است که به‌عنوان مرجعی در زمینه کاتالوگ جهانی جامع زمین‌لرزه‌ها با محاسبات یکنواخت بزرگی، مورد استقبال قرار گرفت. گوتنبرگ و ریشتر هرگز جزئیات کامل چگونگی محاسبه بزرگی این زمین‌لرزه‌ها را منتشر نکردند. در نتیجه، درحالی‌که برخی کاتالوگ‌ها این بزرگی‌ها را با MGR مشخص می‌کنند، برخی دیگر، آن را با UK نشان می‌دهند که به معنای «روش محاسباتی ناشناخته» است. مطالعات بیشتر نشان داده‌است که بیشتر مقادیر مقیاس MGR ، در اصل همان مقادیر مقیاس Ms  برای لرزش‌های بزرگ با عمق کم‌تر از ۴۰ کیلومتری است، اما برای لرزش‌های بزرگ در عمق ۴۰ تا ۶۰ کیلومتری، بیشتر مقادیر مقیاس MGR  اساساً همان مقدار مقیاس mB  است». گوتنبرگ و ریشتر همچنین  از «M بدون زیرنویس» و به‌صورت مورب و غیر ضخیم استفاده کردند. همچنین این M، به‌عنوان بزرگی عمومی به‌کار می‌رود و نباید آن را با M ضخیم و غیر مورب که برای بزرگی گشتاوری استفاده می‌شود، و «بزرگی یکپارچه» که با m (ضخیم مضاعف) نشان داده می‌شود، اشتباه گرفت. با وجود این که این عنوان‌ها (با حالت‌های مختلف) در دهه ۱۹۷۰ در مقالات علمی به‌کار می‌رفت، ولی امروزه فقط از دید تاریخی مورد توجه هستند. حرف «M» در حالت بزرگ معمولی (غیر مورب، غیر ضخیم) و بدون زیرنویس، اغلب برای اشاره به بزرگی زمین‌لرزه به صورت عمومی و در جایی که مقدار دقیق یا مقیاس خاص مورد استفاده مهم نیست، به‌کار می‌رود.

## ارجاع‌ها
1. ↑  (Bolt 2024).
2. ↑  (Bormann، Wendt و Di Giacomo 2013، ص. ۳۷). رابطه بین بزرگی و انرژی آزادشده پیچیده‌است. برای جزئیات بیشتر §۳٫۱٫۲٫۵ و §۳٫۳٫۳ را ببینید.
3. ↑  (Bormann، Wendt و Di Giacomo 2013، § ۳٫۱٫۲٫۱).
4. ↑  (Bolt 1993، ص. 1۶۴ به بعد.).
5. ↑  (Zhanling و دیگران 2021، ص. ۸).
6. ↑  (Bolt 1993، صص. ۱۷۰–۱۷۱).
7. ↑  (Bolt 1993، ص. ۱۷۰).
8. ↑  (Bolt 1993، ص. ۱۷۰).
9. ↑  (Trinidad and Tobago Weather Center 2022).
10. ↑  (Bolt 1993) را ببینید، بخش‌های ۲ و۳، برای توضیح این امواج و تفسیر آن‌ها بخوانید. توصیف J. R. Kayal از امواج لرزه‌ای را نیز می‌توانید در این پیوند بایگانی‌شده  در ۲۰ فوریه ۲۰۲۳ توسط Wayback Machine بیابید.
11. ↑  (Havskov و Ottemöller 2009، §۱٫۴) را ببینید، صص ۲۰–۲۱، برای توضیح کوتاه، یا NMSOP-2 (EX 3-1 2012) برای توضیح تخصصی.
12. ↑  Earthquake Hazards Program, “Earthquake Magnitude, Energy Release, and Shaking Intensity”.
13. ↑  (Chung و Bernreuter 1980، ص. ۱).
14. ↑  (Bormann، Wendt و Di Giacomo 2013، ص. ۱۸).
15. ↑  (Wang-chun 2012).
16. ↑  IASPEI (IS 3-3 2014، صص. ۲–۳).
17. ↑  (Kanamori 1983، ص. ۱۸۷).
18. ↑  (Richter 1935، ص. ۷).
19. ↑  (Spence، Sipkin و Choy 1989، ص. ۶۱).
20. ↑  (Richter 1935، صص. ۵)؛ (Chung و Bernreuter 1980، ص. ۱۰). این تعریف متعاقباً توسط (Hutton و Boore 1987) به عنوان ۱۰ میلی‌متر حرکت توسط زمین‌لرزه‌ای در ۱۷ کیلومتری بازتعریف شد. ML 3.
21. ↑  (Chung و Bernreuter 1980، ص. ۱)؛ (Kanamori 1983، ص. ۱۸۷)، شکل ۲.
22. ↑  (Trinidad and Tobago Weather Center 2022).
23. ↑  (Chung و Bernreuter 1980، ص. ix).
24. ↑  «شیوه‌نامه بزرگی زمین‌لرزه USGS» برای گزارش بزرگی زمین‌لرزه به عموم که توسط «کارگروه بزرگی زمین لرزه USGS» تدوین شده، در ۱۸ ژانویه ۲۰۰۲ اجرا شد و در این آدرس در دسترس بود: https://earthquake.usgs.gov/aboutus/docs/020204mag_policy.php بایگانی‌شده  در ۲۸ آوریل ۲۰۱۶ توسط Wayback Machine. پست مزبور از آن زمان حذف شده ولی یک نسخه در آرشیو موجود است و بخش‌های ضروری را می‌توان در اینجا بایگانی‌شده  در ۳۱ ژوئیه ۲۰۱۷ توسط Wayback Machine یافت.
25. ↑  (Bormann، Wendt و Di Giacomo 2013، §۳٫۲٫۴), ص. ۵۹.
26. ↑  (Rautian و Leith 2002، صص. ۱۵۸, ۱۶۲).
27. ↑  به صفحه داده ۳٫۱ در NMSOP-2 مراجعه کنید و برای منابع آن به بایگانی‌شده  در ۲۰۱۹-۰۸-۰۴ توسط Wayback Machine
28. ↑  (Katsumata 1996)؛ (Bormann، Wendt و Di Giacomo 2013، §۳٫۲٫۴٫۷), ص. ۷۸; (Doi 2010).
29. ↑  شکل ۳٫۷۰ در NMSOP-2 را نیز ببینید.
30. ↑  (Bormann، Wendt و Di Giacomo 2013).
31. ↑  (Havskov و Ottemöller 2009، ص. ۱۷).
32. ↑  (Bormann، Wendt و Di Giacomo 2013، ص. ۳۷)؛ (Havskov و Ottemöller 2009، §۶٫۵). همچنین ببینید: (Abe 1981).
33. ↑  (Havskov و Ottemöller 2009، ص. ۱۹۱).
34. ↑  (Bormann و Saul 2009، ص. ۲۴۸۲).
35. ↑  NMSOP-2/IASPEI (IS 3-3 2014، §۴٫۲), صص. ۱۵–۱۶.
36. ↑  (Kanamori 1983، صص. ۱۸۹, ۱۹۶)؛ (Chung و Bernreuter 1980، ص. ۵).
37. ↑  (Bormann، Wendt و Di Giacomo 2013، صص. ۳۷٬۳۹)؛ (Bolt 1993، صص. ۸۸–۹۳) این را بررسی می‌کند.
38. ↑  (Bormann، Wendt و Di Giacomo 2013، ص. ۱۰۳).
39. ↑  (Saito 2019، ص. 7).
40. ↑  IASPEI (IS 3-3 2014، ص. ۱۸).
41. ↑  (Nuttli 1983، ص. ۱۰۴)؛ (Bormann، Wendt و Di Giacomo 2013، ص. ۱۰۳).
42. ↑  IASPEI/NMSOP-2 (IS 3-2 2013، ص. ۸).
43. ↑  (Filson و دیگران 2003).
44. ↑  (Nuttli 1973، ص. ۸۸۱).
45. ↑  (Bormann، Wendt و Di Giacomo 2013، §۳٫۲٫۴٫۴). زیرنویس «g» به لایه گرانیتی اشاره دارد که از طریق آن امواج Lg منتشر می‌شوند.(Chen و Pomeroy 1980، ص. ۴). همچنین مقاله J. R. Kayal، با عنوان «امواج لرزه‌ای و مکان زمین‌لرزه» را در اینجا بایگانی‌شده  در ۲۰ فوریه ۲۰۲۳ توسط Wayback Machine ببینید، ص ۵.
46. ↑  (Nuttli 1973، ص. ۸۸۱).
47. 1 2  (Bormann، Wendt و Di Giacomo 2013، §۳٫۲٫۴٫۴).
48. ↑  (Havskov و Ottemöller 2009، صص. ۱۷–۱۹). به ویژه شکل ۱–۱۰ را ببینید.
49. ↑  (Alicia Chang 2016).
50. ↑  (Gutenberg 1945a)؛ بر پایه کاری توسط (Gutenberg و Richter 1936).
51. ↑  (Gutenberg 1945a).
52. ↑  (Kanamori 1983، ص. ۱۸۷).
53. ↑  (Stover و Coffman 1993، ص. ۳).
54. ↑  (Bormann، Wendt و Di Giacomo 2013، صص. ۸۱–۸۴).
55. ↑  NMSOP-2 (DS 3-1 2012، ص. ۸).
56. ↑  (Bormann و دیگران 2007، ص. 118).
57. ↑  (Rautian و Leith 2002، صص. ۱۶۲, ۱۶۴).
58. ↑  The Iفرمول استاندارد ASPEI برای استخراج بزرگی گشتاوری از گشتاور لرزه‌ای، فرمول ۳٫۶۸ در این منبع است: 
Mw  = (۲/۳) (log M0  – ۹٫۱). (Bormann، Wendt و Di Giacomo 2013، ص. ۱۲۵).
59. ↑  (Anderson 2003، ص. ۹۴۴).
60. ↑  (Bormann، Wendt و Di Giacomo 2013، §3.2.8.3), pp. 135–128.
61. ↑  (Havskov و Ottemöller 2009، ص. ۱۹۸)
62. ↑  (Havskov و Ottemöller 2009، ص. ۱۹۸)؛ (Bormann، Wendt و Di Giacomo 2013، ص. ۲۲).
63. ↑  (Bormann، Wendt و Di Giacomo 2013، ص. ۲۳)
64. ↑  NMSOP-2 (IS 3-6 2012، §۷).
65. ↑  برای بحث گسترده، (Bormann، Wendt و Di Giacomo 2013، §۳٫۲٫۷٫۲) را ببینید.
66. ↑  NMSOP-2 (IS 3-6 2012، §۵).
67. ↑  (Bormann، Wendt و Di Giacomo 2013، ص. ۱۳۱).
68. ↑  (Rautian و دیگران 2007، ص. ۵۸۱).
69. ↑  (Rautian و دیگران 2007)؛ NMSOP-2 (IS 3-7 2012)؛ (Bormann، Wendt و Di Giacomo 2013، §۳٫۲٫۴٫۶).
70. ↑  Bindi و دیگران 2011، ص. ۳۳۰. فرمول‌های رگرسیون اضافی برای مناطق مختلف را می‌توان در اینجا یافت: (Rautian و دیگران 2007، جدول‌های ۱و ۲). همچنین ببینید: (IS 3-7 2012، ص. ۱۷).
71. ↑  (Rautian و Leith 2002، ص. ۱۶۴).
72. ↑  (Bormann، Wendt و Di Giacomo 2013، §۳٫۲٫۶٫۷), ص. ۱۲۴.
73. ↑  (Abe 1979); (Abe 1989، ص. ۲۸). به‌طور دقیق‌تر، Mt  بر اساس دامنه‌های امواج سونامی میدان‌دور است تا از برخی پیچیدگی‌ها که در نزدیکی منبع رخ می‌دهند جلوگیری شود. (Abe 1979، ص. ۱۵۶۶).
74. ↑  (Blackford 1984، ص. ۲۹).
75. ↑  (Abe 1989، ص. ۲۸).
76. ↑  (Bormann، Wendt و Di Giacomo 2013، §۳٫۲٫۸٫۵).
77. ↑  (Bormann، Wendt و Di Giacomo 2013، §۳٫۲٫۴٫۵).
78. ↑  (Bormann، Wendt و Di Giacomo 2013، §۳٫۲٫۴٫۵), صص. ۷۱–۷۲.
79. ↑  (Musson و Cecić 2012، ص. ۲).
80. ↑  (Gutenberg و Richter 1942).
81. ↑  (Grünthal 2011، ص. ۲۴۰).
82. ↑  (Grünthal 2011، ص. ۲۴۰).
83. ↑  (Stover و Coffman 1993، ص. ۳).
84. ↑  (Engdahl و Villaseñor 2002).
85. ↑  (Doi 2010).
86. ↑  (Hutton، Woessner و Haukson 2010، صص. ۴۳۱, ۴۳۳).
87. ↑  NMSOP-2 (IS 3-2 2013، صص. ۱–۲).
88. ↑  (Abe 1981، ص. 74)؛ (Engdahl و Villaseñor 2002، ص. ۶۶۷).
89. ↑  (Engdahl و Villaseñor 2002، ص. ۶۸۸).
90. ↑  (Abe 1981، ص. ۷۲).
91. ↑  به‌صورت «یک میانگین وزنی بین MB و MS تعریف شده است.» (Gutenberg و Richter 1956، ص. 1).
92. ↑  «در پاسادینا، یک میانگین وزنی بین mS که به‌طور مستقیم حاصل از امواج درونی است و mS, که مقدار مربوطه به‌دست‌آمده از MS است، گرفته می‌شود....» (Gutenberg و Richter 1956، ص. 2).
93. ↑  E.g., (Kanamori 1977).